# Let Your Dim Light Shine
Let Your Dim Light Shine es el séptimo álbum de 1995 de la banda Soul Asylum. Incluye el hit «Misery», que fue parodiado por "Weird Al" Yankovic en el tema «Syndicated Inc.» de su álbum Bad Hair Day.
Este fue el primer álbum de Soul Asylum en incluir a Sterling Campbell como el baterista oficial de la banda. Sin embargo, éste ya había sido incluido como «percusionista» en el álbum anterior, a pesar de haber tocado en al menos la mitad de las canciones, incluyendo el éxito «Runaway Train».
El título del álbum proviene de una línea de la canción «Promises Broken». La actriz Trini Alvarado hace los coros en tres canciones. En el videoclip de «Just Like Anyone» participó la actriz Claire Danes.

## Lista de canciones
Todas las canciones escritas y compuestas por David Pirner, salvo que se indique lo contrario. 
| Let Your Dim Light Shine |                                                                  |                        |          |  |
| N.º                      | Título                                                           | Escritor(es)           | Duración |  |
| 1.                       | «Misery»                                                         |                        | 4:24     |  |
| 2.                       | «Shut Down»                                                      |                        | 2:51     |  |
| 3.                       | «To My Own Devices»                                              |                        | 2:59     |  |
| 4.                       | «Hopes Up»                                                       |                        | 3:45     |  |
| 5.                       | «Promises Broken»                                                | Dan Murphy, M. Perlman | 3:14     |  |
| 6.                       | «Bittersweetheart»                                               |                        | 3:34     |  |
| 7.                       | «String of Pearls»                                               |                        | 4:56     |  |
| 8.                       | «Crawl»                                                          | Jordan, Pirner         | 4:00     |  |
| 9.                       | «Caged Rat»                                                      |                        | 3:03     |  |
| 10.                      | «Eyes of a Child»                                                |                        | 3:35     |  |
| 11.                      | «Just Like Anyone»                                               |                        | 2:47     |  |
| 12.                      | «Tell Me When»                                                   | Pirner, L. Samuels     | 3:42     |  |
| 13.                      | «Nothing to Write Home About»                                    |                        | 3:14     |  |
| 14.                      | «I Did My Best»                                                  |                        | 3:46     |  |
| 15.                      | «Hope» (bonus track en edición japonesa, versión de Descendents) |                        |          |  |
| 49:50                    |                                                                  |                        |          |  |

## Listas
Álbum - Billboard (Norteamérica)
| Año  | Lista             | Posición |
| ---- | ----------------- | -------- |
| 1995 | The Billboard 200 | 6        |

Sencillos - Billboard (Norteamérica)
| Año  | Sencillo           | Lista                  | Posición |
| ---- | ------------------ | ---------------------- | -------- |
| 1995 | «Misery»           | The Billboard Hot 100  | 20       |
| 1995 | «Misery»           | Mainstream Rock Tracks | 2        |
| 1995 | «Misery»           | Modern Rock Tracks     | 1        |
| 1995 | «Just Like Anyone» | Mainstream Rock Tracks | 11       |
| 1995 | «Just Like Anyone» | Modern Rock Tracks     | 19       |
| 1996 | «Promises Broken»  | The Billboard Hot 100  | 63       |
| 1996 | «Promises Broken»  | Mainstream Rock Tracks | 29       |
| 1996 | «Promises Broken»  | Adult Contemporary     | 29       |